# لیدی کلارک
لیدی کلارک (انگلیسی: Liddy Clark؛ زادهٔ ۶ نوامبر ۱۹۵۳) بازیگر، کارگردان فیلم، تهیه‌کننده تلویزیونی، مجری تلویزیون و سیاستمدار پیشین اهل استرالیا است.
او مدت کوتاهی وزیر سیاست‌گذاری بومیان و جزیره‌نشینان تنگه تورس در دولت پیتر بیتی بود. او در ماجرای موسوم به «واین‌گیت» دست داشت. یک بطری شراب با یک جت دولتی که به یک جامعه بومی «غیرالکلی» در شمال کوئینزلند می‌رفت، برده شد. دو نفر از کارکنان کلارک به دلیل این ماجرا از کار خود برکنار شدند و پس از تحقیقات مستقل، کلارک از هرگونه تخلفی تبرئه شد.
از فیلم‌ها یا برنامه‌های تلویزیونی که وی در آن نقش داشته است، می‌توان به خانه و دوری، نقطه اکو، ونت ورت و وایت لوتوس اشاره کرد.